# ジャン＝ヴィクトール・シュネッツ
ジャン＝ヴィクトール・シュネッツ（Jean-Victor Schnetz、1787年4月14日 - 1870年3月15日）はフランスの画家である。歴史画や風俗画を描いた。

## 略歴
ヴェルサイユに生まれた。はじめジャック＝ルイ・ダヴィッドの弟子となるが、フランス革命やナポレオン戦争など、不安定な時代が修行時代となった。その後、ジャン＝バプティスト・ルニョー、アントワーヌ＝ジャン・グロ、フランソワ・ジェラールらにも学んだ。1808年もしくは1812年からサロン・ド・パリに出展を始め、1867年まで出展を続けた。1819年に入選した。1855年のパリ万国博覧会に出展し入選した。
1830年にフランス革命を記念するためにパリ市庁舎に壁画を描くことを依頼された4人の画家の1人となった。1837年に芸術アカデミーの会員に選ばれた。
1841年から1846年と1853年から1866年の間、ローマの在ローマ・フランス・アカデミーの校長を務めた。
1825年にレジオンドヌール勲章（シュバリエ）を受勲し、1866年にはレジオンドヌール勲章（コマンドゥール）を受勲した。

## 作品

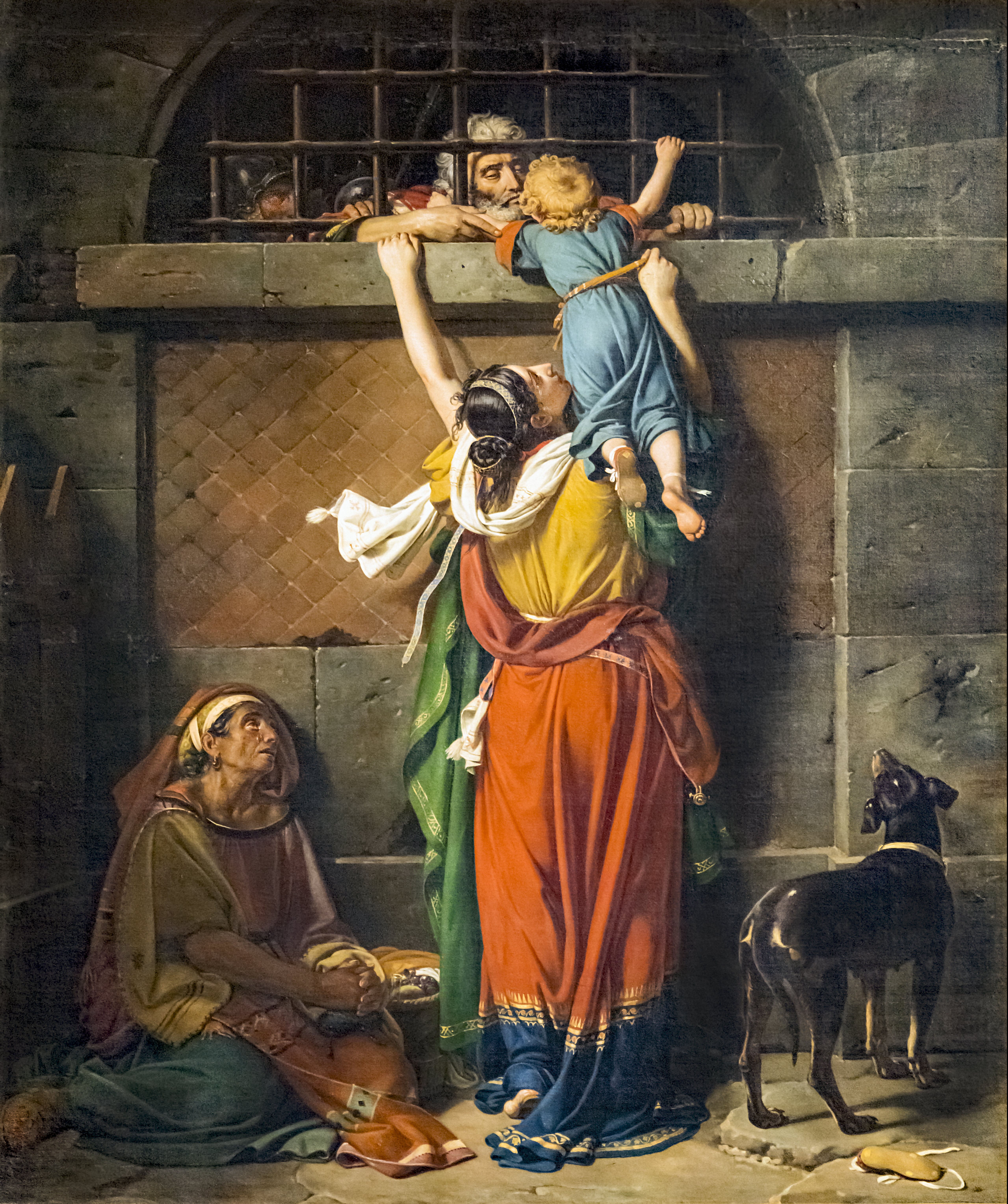
Les adieux du consul Boetius à sa famille｢ボエティウスと家族の別れ｣ (1882)
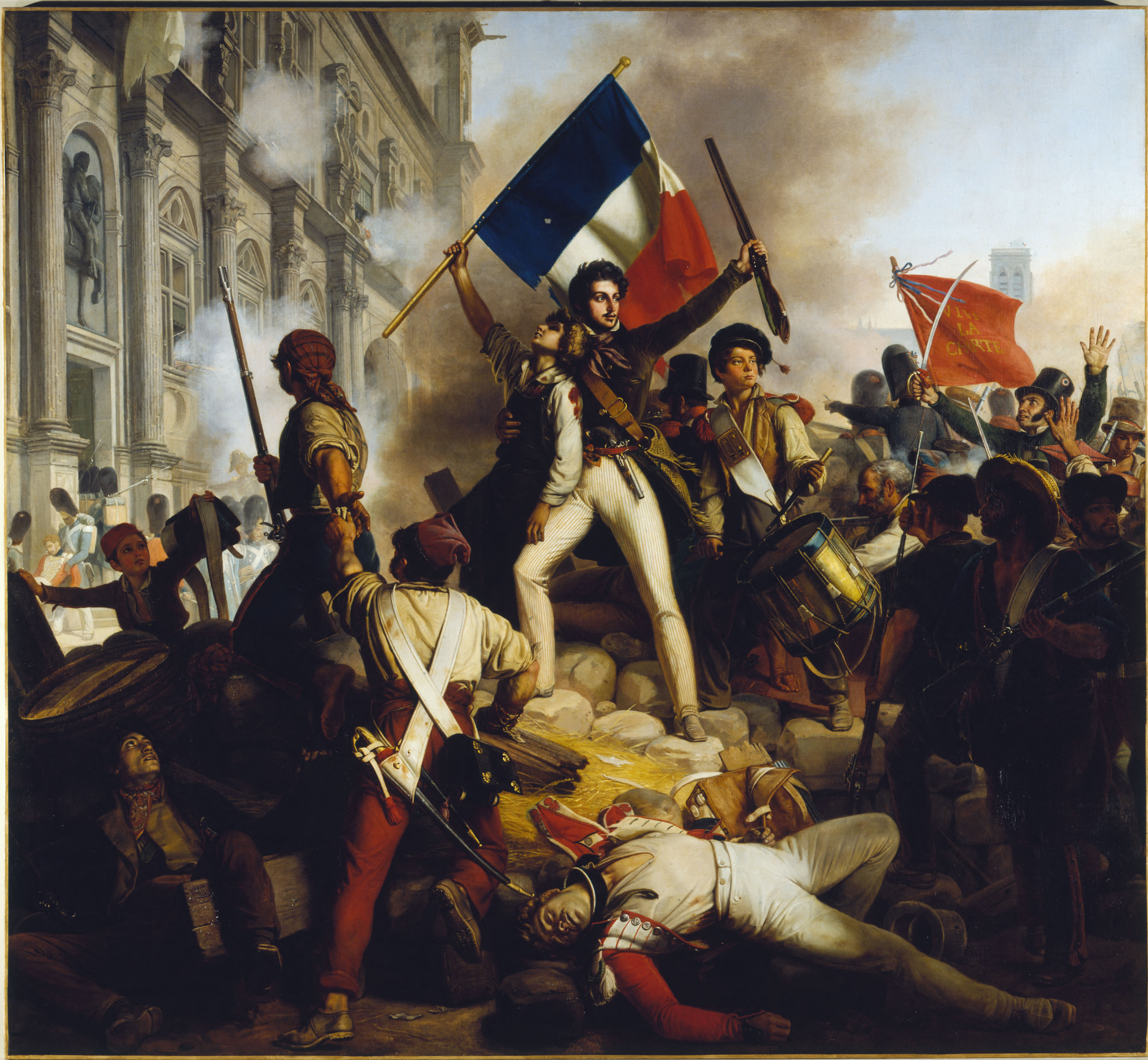
フランス革命の市庁舎の戦い(1830)
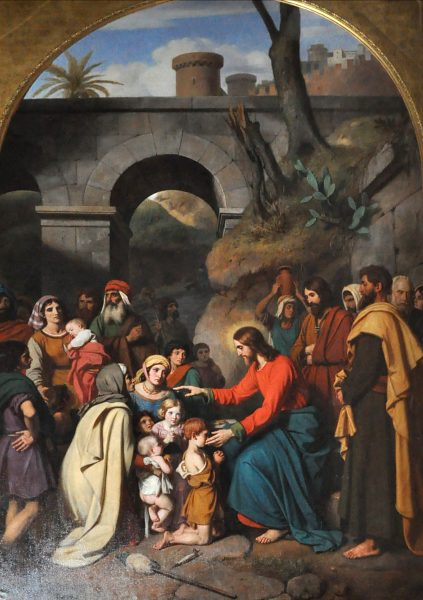
Christ et les enfants｢キリストと幼児たち｣
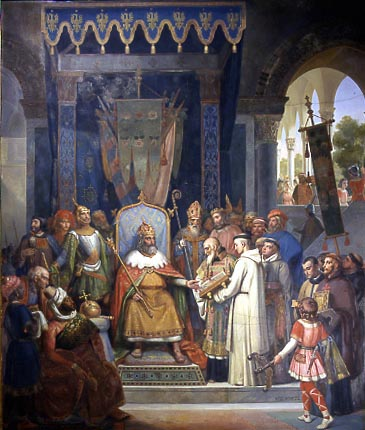
Charlemagne et Alcuin｢カール大帝の相談を受けるアルクィン｣